# Nazionale femminile di roller derby del Belgio
La nazionale di roller derby del Belgio è la selezione maggiore femminile di roller derby, il cui nickname è Team Belgium, che rappresenta il Belgio nelle varie competizioni ufficiali o amichevoli riservate a squadre nazionali. Si è classificata undicesima al Campionato mondiale di roller derby 2014 e terza al Campionato europeo di roller derby 2014 di Mons.

## Risultati
Legenda: Grassetto: Risultato migliore, Corsivo: Mancate partecipazioni

## Dettaglio stagioni

### Amichevoli
| Stagione | Vin | Par | Per | Tot | PF  | PS  | avversaria            |
| -------- | --- | --- | --- | --- | --- | --- | --------------------- |
| 2014     | 2   | 0   | 0   | 2   | 338 | 251 | Germania, Paesi Bassi |
|          |     |     |     |     |     |     |                       |
| Totale   | 2   | 0   | 0   | 2   | 338 | 251 |                       |

### Tornei

#### Mondiali
| Stagione | regular season | regular season | regular season | regular season | regular season | regular season | playoff | playoff | playoff | playoff | playoff | playoff    | playoff    |
|          | Vin            | Par            | Per            | Tot            | PF             | PS             | Vin     | Per     | Tot     | PF      | PS      | risultato  | avversaria |
| -------- | -------------- | -------------- | -------------- | -------------- | -------------- | -------------- | ------- | ------- | ------- | ------- | ------- | ---------- | ---------- |
| 2014     | 2              | 0              | 1              | 3              | 471            | 531            | 0       | 1       | 1       | 124     | 383     | Undicesima | Finlandia  |
|          |                |                |                |                |                |                |         |         |         |         |         |            |            |
| Totale   | 2              | 0              | 1              | 3              | 471            | 531            | 0       | 1       | 1       | 124     | 383     |            |            |

#### Europei
| Stagione | regular season | regular season | regular season | regular season | regular season | regular season | playoff | playoff | playoff | playoff | playoff | playoff   | playoff     |
|          | Vin            | Par            | Per            | Tot            | PF             | PS             | Vin     | Per     | Tot     | PF      | PS      | risultato | avversaria  |
| -------- | -------------- | -------------- | -------------- | -------------- | -------------- | -------------- | ------- | ------- | ------- | ------- | ------- | --------- | ----------- |
| 2014     |                |                |                |                |                |                | 2       | 1       | 3       | 389     | 485     | Terza     | Paesi Bassi |
|          |                |                |                |                |                |                |         |         |         |         |         |           |             |
| Totale   |                |                |                |                |                |                | 2       | 1       | 3       | 389     | 485     |           |             |

### Riepilogo bout disputati
| Anno | Luogo   | Evento     | Fase del torneo      | Incontro             | Risultato |
| 2014 | Gand    | Amichevole |                      | Belgio - Germania    | 189 - 129 |
| 2014 | Anversa | Amichevole |                      | Belgio - Paesi Bassi | 149 - 122 |
| 2014 | Mons    | Europeo    | Quarti di finale     | Danimarca - Belgio   | 79 - 82   |
| 2014 | Mons    | Europeo    | Semifinale           | Germania - Belgio    | 264 - 105 |
| 2014 | Mons    | Europeo    | Finale 3º - 4º posto | Paesi Bassi - Belgio | 142 - 202 |
| 2014 | Dallas  | Mondiale   | Fase a gironi        | Belgio - Grecia      | 174 - 96  |
| 2014 | Dallas  | Mondiale   | Fase a gironi        | Australia - Belgio   | 349 - 24  |
| 2014 | Dallas  | Mondiale   | Fase a gironi        | Italia - Belgio      | 86 - 273  |
| 2014 | Dallas  | Mondiale   | Ottavi di finale     | Finlandia - Belgio   | 383 - 124 |

## Confronti con le altre Nazionali
Questi sono i saldi del Belgio nei confronti delle Nazionali incontrate.

### Saldo positivo
| Nazionale   | Giocate | Vinte | Pareggiate | Perse | PF  | PS  | Ultima vittoria | Ultimo pari | Ultima sconfitta |
| ----------- | ------- | ----- | ---------- | ----- | --- | --- | --------------- | ----------- | ---------------- |
| Paesi Bassi | 2       | 2     | 0          | 0     | 351 | 264 | 2014            | -           | -                |
| Grecia      | 1       | 1     | 0          | 0     | 174 | 96  | 2014            | -           | -                |
| Danimarca   | 1       | 1     | 0          | 0     | 82  | 79  | 2014            | -           | -                |
| Italia      | 1       | 1     | 0          | 0     | 273 | 86  | 2014            | -           | -                |

### Saldo in pareggio
| Nazionale | Giocate | Vinte | Pareggiate | Perse | PF  | PS  | Ultima vittoria | Ultimo pari | Ultima sconfitta |
| --------- | ------- | ----- | ---------- | ----- | --- | --- | --------------- | ----------- | ---------------- |
| Germania  | 2       | 1     | 0          | 1     | 294 | 393 | 2014            | -           | 2014             |

### Saldo negativo
| Nazionale | Giocate | Vinte | Pareggiate | Perse | PF  | PS  | Ultima vittoria | Ultimo pari | Ultima sconfitta |
| --------- | ------- | ----- | ---------- | ----- | --- | --- | --------------- | ----------- | ---------------- |
| Australia | 1       | 0     | 0          | 1     | 24  | 349 | -               | -           | 2014             |
| Finlandia | 1       | 0     | 0          | 1     | 124 | 383 | -               | -           | 2014             |